# Rakvere församling
Rakvere församling (estniska: Rakvere kogudus) är en församling som tillhör Viru kontrakt inom den Estniska evangelisk-lutherska kyrkan. Församlingen omfattar staden Rakvere samt Rakvere kommun och Sõmeru kommun i landskapet Lääne-Virumaa.

## Större orter
- Lepna (småköping)
- Rakvere (stad)
- Sõmeru (småköping)